# BBI Development NFI

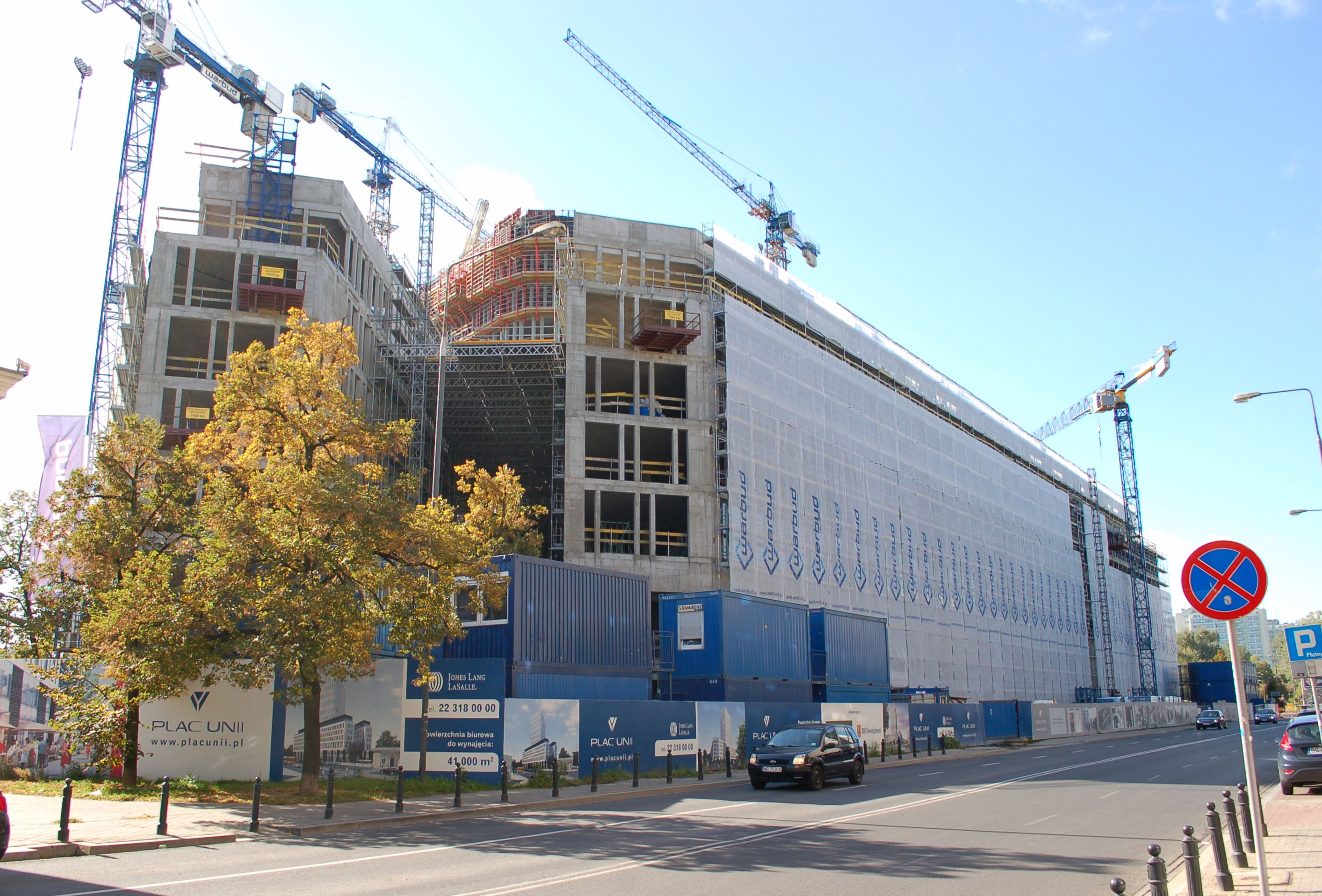
Plac Unii

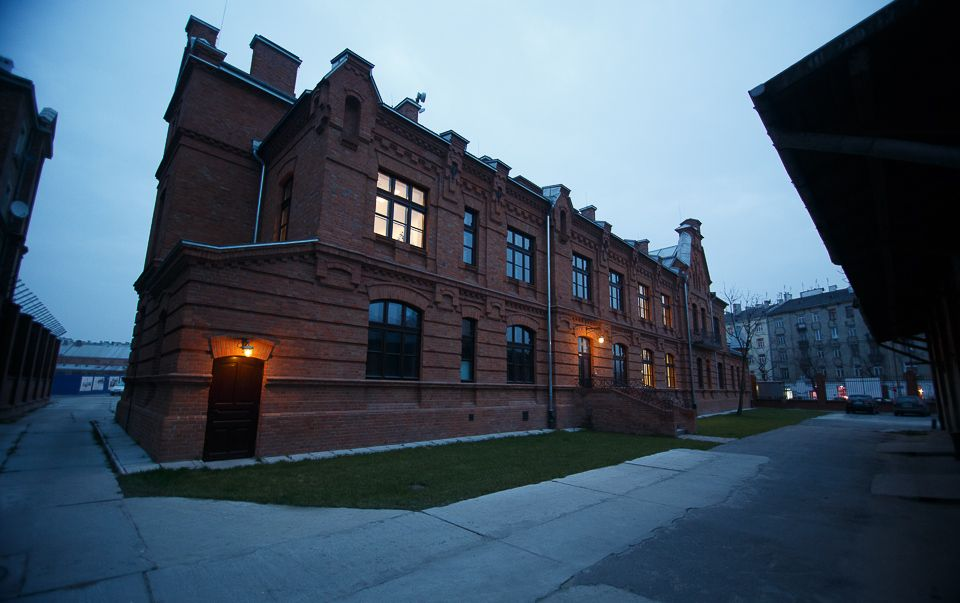
Trung tâm Praga Koneser

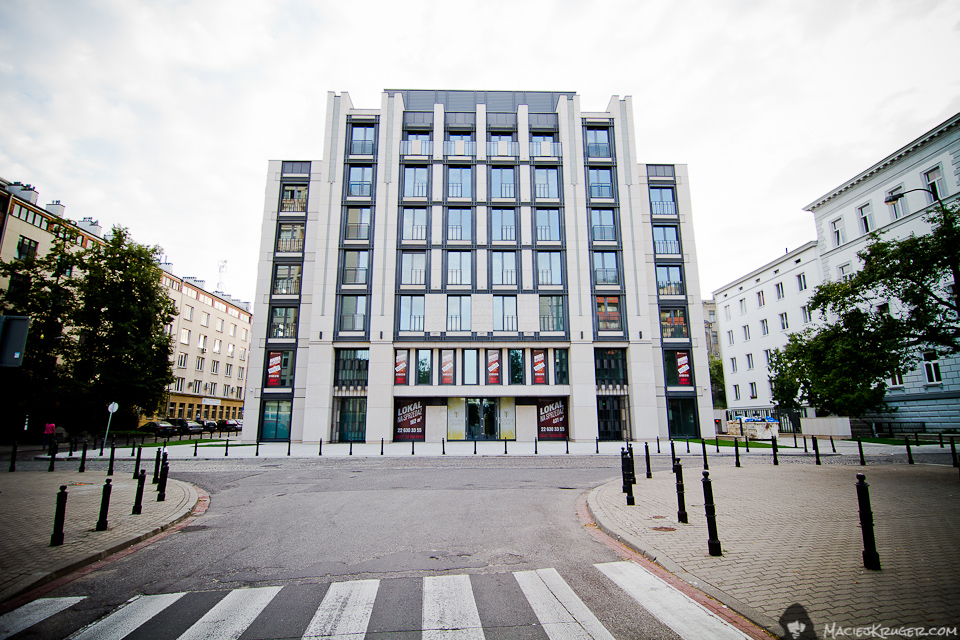
Khu dân cư Foksal

BBI Development NFI SA (BBI Development National Collective Investment Scheme) là một công ty cổ phần được niêm yết trên thị trường chứng khoán Warsaw. Công ty tập trung vào thị trường bất động sản tại Warsaw.
Các dự án thương mại chính của công ty tại Warsaw là:
- Plac Unii, một tòa nhà văn phòng và thương mại tại phố Puławska [4]
- Trung tâm Praga Koneser, một tổ hợp văn hóa và giải trí nằm trong khuôn viên của Nhà máy Vodka Warsaw trước đây "Koneser" [5]
- Nowy Sezam, một tòa nhà văn phòng và thương mại nằm ở ngã ba phố Marszałkowska và Swiętokrzyska [6]
- Tháp Roma, một tòa nhà chọc trời ở ngã ba phố Nowogrodzka và Emilia Plater [7]
- Một ngôi nhà ở phố Dolna (tiếng Ba Lan: Dom na Dolnej) [8]
- Khu nhà ở Foksal; vào năm 2011, nó đã được Hiệp hội kỹ sư và kỹ thuật xây dựng Ba Lan chọn là "Xây dựng của năm" [9]

Cổ đông chính của BBI Development NFI SA là BBI Investment, một công ty tư nhân từ Poznań. Cho đến ngày 29 tháng 12 năm 2006, công ty hoạt động dưới tên Quỹ đầu tư quốc gia "Piast".